# 쉐관화
쉐관화(중국어: 薛冠华, 병음: Xue Guanhua, 한자음: 설관화, 2001년 2월 13일 ~ )는 중화인민공화국의 바둑 기사이다. 허베이성 랑팡시 출신으로 중국기원 소속의 5단이다.

## 경력
허베이성 랑팡시에서 태어났다. 2014년에 프로바둑에 입단했다. 2015년 제2회 몽백합배 세계 바둑 오픈전 예선에서 양이에게 패해 탈락했지만 2단으로 승단했다. 2016년 제1회 신아오배 세계바둑오픈 예선에서 김민호에게 져서 탈락했고 제3회 바이링배 예선에서 문유빈에게 승리를 거뒀지만 펑취안에게 져서 본선 진출에 실패했다.
2017년 제22회 삼성화재배 월드 바둑마스터스 예선에서 신진서에게 지고 헤이자자에게 승리를 거뒀지만 안성준에게 져서 본선 진출에 실패했고 중국 TV 바둑 속기전 본선 64강에 진출했지만 황윈쑹에게 패배하여 탈락했다. 제3회 몽백합배 예선에서도 리러에게 승리했지만 홍성지에게 져서 탈락했고, 제1회 오청원배 중국바둑신예전에서는 장치룬에게는 이겼지만 리웨이칭에게 져서 본선에 오르지 못했다. 2019년에 5단으로 승단했다.